# 毛利透
毛利 透（もうり とおる、1967年 - ）は、日本の法学者。専門は憲法。学位は、博士（法学）（京都大学・論文博士・2003年）（学位論文「民主政の規範理論：憲法パトリオティズムは可能か」）。京都大学大学院法学研究科教授。英米法系全盛・判例評釈中心の日本の公法学界にあって、ドイツ国法学系の憲法理論を展開する。京都府出身。

## 経歴
東大寺学園高等学校を経て、1989年に東京大学法学部を卒業し、同助手となる（学士助手）。東京大学では樋口陽一の指導を受ける。
1993年、筑波大学社会科学社会科学系講師に転じる。1995年に助教授に昇格した。筑波大学では、ドイツのフランクフルト大学に留学し、インゲボルク・マウス教授に師事する。
2001年、京都大学大学院法学研究科助教授に転任する。これは定年退官を迎えた佐藤幸治からの強い推薦によるものだった。2003年、京都大学より博士（法学）の学位を学位論文「民主政の規範理論：憲法パトリオティズムは可能か」にて取得し、教授に昇格した。

## 主な著作
- 『民主政の規範理論 憲法パトリオティズムは可能か』（勁草書房、2002年）[2]
- 『表現の自由―その公共性ともろさについて』（岩波書店、2008年）[3]
- 『統治構造の憲法論』（岩波書店、2014年）[4]
- 『国家と自由の法理論ー熟議の民主政の見地から』(岩波書店、2020年)[5]